# Comptalutidae
De Comptalutidae zijn een familie van uitgestorven kreeftachtigen uit de klasse van de Ostracoda (mosselkreeftjes).

## Geslachten
- Euzepaera Shu, 1990 †
- Zepaera Fleming, 1973 †